# Белогрудый погоныш
Белогрудый погоныш, или белогрудый малый пастушок (лат. Amaurornis phoenicurus), — вид птиц из семейства пастушковых (Rallidae). Выделяют пять подвидов. Он широко распространён по всей Юго-Восточной Азии и на Индийском субконтиненте. Спина, бока и верх головы у них тёмно-пепельного цвета, в то время как грудь, брюшко и лицевая часть чисто-белые. Они несколько смелее, чем большинство других пастушковых и их часто видят со вздёрнутым вертикально хвостом медленно шествующими по открытым участкам болот или даже в дренажных канавах вдоль дорог с интенсивным движением. Они активны по большей части в сумерках, а во время сезона размножения, сразу после первых дождей, издают громкие и повторяющиеся позывы, напоминающие лягушачье кваканье (к встречающемуся в России подвиду это, по-видимому, не относится. См. запись из Хасанского района).

## Описание
У взрослых белогрудых погонышей верхняя часть тела и бока тёмно-серые, лицевая часть головы, шея и грудь — белые. Нижняя часть брюшка и подхвостье рыже-коричневого цвета. Тело как бы сплющено с боков, что обеспечивает большую лёгкость передвижений через заросли. У белогрудых погонышей длинные пальцы, короткий хвост и жёлтый клюв и ноги. Полового диморфизма в окраске нет, но по размерам самки несколько меньше. Неполовозрелые особи окрашены намного тусклее, чем взрослые. Пуховые птенцы чёрные, как и у всех пастушковых.

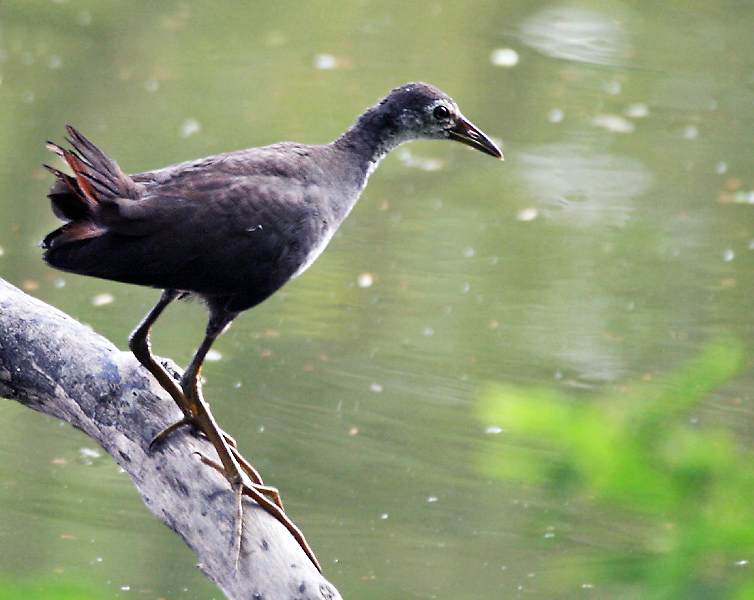
Неполовозрелые птицы почти полностью серые и лишь на груди и горле имеют отметины белёсого оттенка.

## Систематика
Несколько подвидов были выделены для обозначения популяций, имеющих широкое распространение. Номинативный подвид был описан из Шри-Ланки, но его область распространения часто расширяют, включая подвид A. ph. chinensis, за счёт материковой части Индийского субконтинента и прилегающих к нему регионов в Азии на запад до Аравии и восток почти до Японии. Международный союз орнитологов выделяет 5 подвидов:
- Amaurornis phoenicurus phoenicurus — Южная Азия, Малайский архипелаг и Филиппины. К нему также относят Amaurornis phoenicurus maldiva — Мальдивы, Amaurornis phoenicurus javanica — остров Ява, Amaurornis phoenicurus chinensis (Boddaert, 1783).
- Amaurornis phoenicurus insularis — Андаманские и частично Никобарские острова.
- Amaurornis phoenicurus midnicobarica — Центральная часть Никобарских островов.
- Amaurornis phoenicurus leucocephalus — остров Кар-Никобар.
- Amaurornis phoenicurus leucomelana (S. Müller, 1842) — Сулавеси, запад Молуккских островов и Малые Зондские острова.

## Распространение и места обитания
Их гнездовые биотопы — болота всей Южной Азии от Пакистана, Мальдив, Индия, Бангладеш и Шри-Ланки на юг Китая, Филиппин и Индонезии. Они, в основном, обитают на равнинах, но, были обнаружены и в горах и предгорьях, таких как в Найнитале (1300 м) и в горах в штате Керала (1500 м). Эти крупные 32 см длиной погоныши являются оседлыми по всему ареалу. Но они совершают перемещения на небольшие дистанции для того, чтобы колонизировать новые районы. Они были отмечены, как одни из самых ранних поселенцев на вулканическом острове Раката, возникшем в результате извержения на Кракатау. Хотя чаще всего они встречаются вблизи пресных водоёмов, их также отмечают вблизи солоновато-водных водоёмов и даже на берегах морей, при полном отсутствии пресной воды, как на вулканическом острове Баррен (Пустынном) на Андаманских островах.

### В России
Известно несколько залётов подвида Amaurornis phoenicurus chinensis (Boddaert, 1783): в Приморском крае, на Сахалине и на Камчатке. Описано гнездование на юго-западе Приморского края.

## Поведение и экология
Этих птиц, как правило, наблюдают поодиночке или парами, как они медленно кормятся вдоль края водоёмов, преимущественно, на земле, но иногда, и взбираясь на низкую растительность. Хвост держится задранным вверх, и они им подёргивают при движении. Они зондируют ил и грязь с помощью клюва или склёвывают пищевые объекты на мелководье, ориентируясь с помощью зрения. В основном они едят насекомых (было зарегистрировано большое количество жуков), мелкую рыбу, водных беспозвоночных и семена, такие как, например, семена Pithecolobium dulce. Иногда они могут кормиться на более глубоких местах на манер болотной курочки.
Сезон гнездования продолжается, в основном, с июня по октябрь, но локально изменчив. Для гнезда они выбирают сухое место на земле среди густой болотной растительности, кладка состоит из 6-7 яиц. Ритуал ухаживания включает поклоны (bowing), прикосновения клювами (billing), взаимное перебирание перьев (nibbling). Птенцы вылупляются примерно через 19 дней насиживания. Оба пола принимают участие в инкубации яиц и заботе о птенцах. Птенцы часто ныряют под воду, чтобы спастись от хищников. Наблюдали, что взрослые погоныши строят временные или выводковые гнёзда (или насесты), где птенцы и взрослые отдыхают.
Многие пастушковые очень скрытны, но белогрудых погонышей часто видят в достаточно открытых местообитаниях. Они могут быть весьма шумными, особенно на рассвете и в сумерках, издавая громкие хриплые крики. Андаманский подвид A. ph. insularis издаёт нечто подобное кряканью.

## В культуре
В Шри-Ланке эта птица имеет на сингальском языке звукоподражательное имя korawakka.
Писатель-натуралист Эдвард Гамильтон Айткин, известный как Эха, так описывает крик этого вида: [18] «Он начался с громкого резкого рёва, который можно было бы извлечь из медведя, если его медленно поджаривать на большом костре, но потом он вдруг сменился на чистые ноты, повторяющиеся подобно воркованию горлицы».